# Dong Jie (voleibolista)
Jie Dong (chinês tradicional: 董潔; chinês simplificado: 董洁王; pinyin: Dǒngjié; Xantum, 7 de agosto de 2001) é uma voleibolista de praia chinesa.

## Carreira
Em 2017, estreia no circuito chinês ao lado de Jiaqi Geng, nas etapas de Dunhuang, Wuzhong (Ningxia) e Qidong (Jiangsu), juntas também estrearam no circuito mundial, no torneio duas estrelas de Jiangning e Natong, e disputaram o Campeonato Mundial Sub-21 de 2017 em Nanquim; ainda no final da temporada fez dupla com Zhaoxin Li para a etapa nacional de Shengsi (Zhejiang).
No ano de 2018, iniciou ao lado de Ting Hang nos torneios duas estrelas do circuito mundial, com etapas na China, também alcançaram a quinta posição no Campeonato Mundial Sub-19 em Nanquim  e finalizou a temporada com Zhaoxin Li no torneio três estrelas de Haiyang.Na temporada de 2019, forma dupla com Cao Shuting e conquistaram a medalha de bronze no Campeonato Asiático Sub-21 em Roi Et.
Em 2022, formou dupla com Lvwen Yuan e obteve seu primeiro pódio no circuito mundial, no Future de Daegu, quando conquistaram o título, também obtiveram o vice-campeonato de Varsóvia e o título do Future de Cortegaça, além do vice-campeonato no Challenge de Torquay. Na jornada de 2023, iniciou parceria com Wang Fan conquistando o título do circuito asiático na etapa de Samila, terminaram na quinta posição no Campeonato Asiático de 2023 em Fuzhou, disputaram a edição do Campeonato Mundial de Vôlei de Praia de 2023 nas cidades mexicanas de Tlaxcala de Xicohténcatl,  Apizaco e Huamantla, finalizando na décima sétima posição e conquistaram o quarto lugar no Challenge de Chiang Mai.

## Títulos e resultados
- Challenge de Torquay do Circuito Mundial de Vôlei de Praia de 2022
- Challenge de Chiang Mai do Circuito Mundial de Vôlei de Praia de 2023
- Future de Cortegaça do Circuito Mundial de Vôlei de Praia de 2022
- Future de Daegu do Circuito Mundial de Vôlei de Praia de 2022
- Future de Varsóvia do Circuito Mundial de Vôlei de Praia de 2022
- Etapa de Samila do Circuito Asiático de Vôlei de Praia de 2023